# Château Bel-Air (Le Haillan)
Pour les articles homonymes, voir Château Bel Air.
Le château Bel-Air est un château du XIXe siècle, qui abrite aujourd'hui le centre d'entraînement et de formation du FC Girondins de Bordeaux. Il est situé dans la commune du Haillan, au sein de la métropole bordelaise.

## Histoire
Une première demeure est bâtie à cet emplacement au XVIe siècle : le "bourdieu" de Lanneblanque. Il est alors situé au Haillan, alors partie intégrante de la commune d'Eysines, banlieue maraîchère de Bordeaux.
Le 21 janvier 1761 le négociant et colon antillais Alexis Nouguès achète le domaine à la famille Disnemartin pour la somme de 50 000 livres. Après son décès en décembre 1762, le Lanneblanque revient à son neveu le créole Dominique Leblanc-Nouguès, alors âgé de 19 ans. Celui-ci, demeurant à la Martinique, reste éloigné du Haillan durant plusieurs années. A son retour en 1781, nanti d'une grande fortune, il fait détruire le bourdieu et construire le château en pierre de taille. Il obtient même l'autorisation exceptionnelle par l’archevêché de construire une chapelle. Il jouit de ses biens jusqu'à leurs ventes le 24 avril 1787 à Pierre Lafargue, négociant bordelais faisant également commerce avec les colonies antillaises, et résident alors en Martinique depuis 5 ans. Pendant les 33 ans qui suivent, Pierre Lafargue remet le domaine en parfait état d’exploitation (vignes replantées, maison du paysan reconstruite). C'est à cette époque que sont également plantés les cèdres, toujours visibles aujourd'hui, et que le domaine est rebaptisé "Bel-Air" par Pierre Lafargue.
Le 11 juillet 1820, Jean Augustin Bousquet achète le domaine pour 100 000 Frs. Il l'agrandit et l'embellit, et l'agrémente d'un "jardin anglais" alimenté en eau par des tuyaux souterrains. À sa mort en 1837, son testament olographe est attaqué par ses héritiers et Bel-Air est vendu au Tribunal pour la somme de 97 000 Frs. Le nouvel acquéreur est le négociant bordelais Nicolas Darolle, déjà propriétaire du Sans-Soucis à Caudéran. Il revend Bel-Air à son tour en 1845 pour 90 000 Frs.
Le château devient alors la propriété d'un espagnol résident à Bordeaux, Francisco Antonio de Los Heros. Il surélève le corps de logis d’un étage et l’isole sur un terre-plein[réf. souhaitée]. Il fait aussi agrandir le domaine qui atteint les 100 hectares. Enfin, il intervient auprès de l’archevêché de Bordeaux pour obtenir, en 1858, la séparation, au point de vue "spirituel et religieux", du village du Haillan en paroisse autonome dûment scindée d’Eysines. Le châtelain cède alors deux parcelles pour édifier une église paroissiale, un cimetière et une école de filles confiées aux Sœurs de l’Immaculée Conception « dans le but de perpétuer l’instruction chrétienne au Haillan ». Enfin, grâce à ses relations religieuses et politiques, il appuya la commission syndicale créée pour obtenir la séparation du Haillan et d’Eysines. Considéré comme le« père de la paroisse et de la commune », Francisco de Los Heros s’éteint au Haillan le 29 octobre 1868. Sa veuve séjourne quelques années au Haillan, avant de retourner finir ses jours en Angleterre pour se rapprochant de ses petits-enfants.
La propriété est vendue le 6 Août 1891 pour 200 000 Frs au négociant Joseph Prom, membre d’une des grandes familles bordelaises du XIXe siècle. Associé à la famille Maurel, Joseph Prom fonde une huilerie célèbre en son temps Maurel et Prom établie à Bordeaux, alimentée par l’importation d’arachides du Sénégal. Le nouveau châtelain est élu aux élections municipales de 1892 avec 211 voix sur 211 suffrages exprimés. A l'église, il occupe le banc qui lui était réservé, moyennant, après décision du Conseil de Fabrique, une redevance annuelle de 50 Frs pour 5 places. Jusqu’à son décès en 1894, Joseph Prom entretient son domaine, puis après la mort de sa veuve en 1916, Bel-Air, restant en indivision, est mis en vente au Tribunal civil de Bordeaux.
Le dernier acquéreur fut Emilien Dussaq, armateur demeurant à Bordeaux. Il fait prospérer le domaine viticole de ce Cru bourgeois du Médoc.
Occupé pendant la seconde guerre mondiale et servant de dépôt de munitions, le château est gravement endommagé en 1945, lorsque les allemands, battant en retraite, décident d’anéantir toutes les armes et munitions[réf. souhaitée].
Propriété de Mme de Sillac, les terrains autour du château sont loués à la ville du Haillan à partir de 1948 pour transformer une prairie en terrain de football.
En 1963, une grande partie du domaine, incluant le château, est mis en vente. La somme de 50 millions d'anciens francs étant jugée trop importante par la municipalité du Haillan, C'est la ville de Bordeaux s'en porte acquéreuse. Sur place sont installées les pépinières municipales bordelaises, trop à l’étroit derrière le parc Lescure, une école d'horticulture et un centre aéré. Le château, toujours en mauvais état à la suite des dégradations de la guerre, reçoit quelques réparations indispensables pour la mise hors d’eau. Les caves sont transformées en vestiaires.
En 1968, peu de temps avant sa mort, Mme de Sillac cède pour 1 franc symbolique plusieurs hectares de terrain à la ville du Haillan. Cette dernière y réalise son stade municipal.
Depuis 1986, sur une idée d'Aimé Jacquet, alors entraîneur des Girondins, le château de Bel-Air devient un centre international de football et le siège du Football Club des Girondins de Bordeaux.[réf. souhaitée] Auparavant, le club était installé sur le domaine de Rocquevielle à Mérignac.
Le château, vitrine du club, est restauré et remanié. Un toit pointu est rajouté sur un des pavillons pour la symétrie de l'ensemble.

## Siège du FC Girondins de Bordeaux
Cet immense domaine s'étend sur 11 hectares. Il comprend neuf terrains de football dont deux terrains synthétiques, un parcours de footing boisé, le centre professionnel, le centre de formation et l’école de foot[réf. souhaitée]. Les installations sont réputées comme les meilleures en France.
Les pièces du château contiennent les rédactions du magazine Girondins Mag et du site officiel. 
Une boutique du club est également installée dans les sous-sols.

## Architecture
La façade du XIXe siècle est animée par des frontons qui surmontent les fenêtres.
Quelques éléments du XVIIIe siècle restent dans le domaine, notamment une fontaine dotée d’un buffet d’eau orné d’un mascaron.[réf. souhaitée]

## Galerie

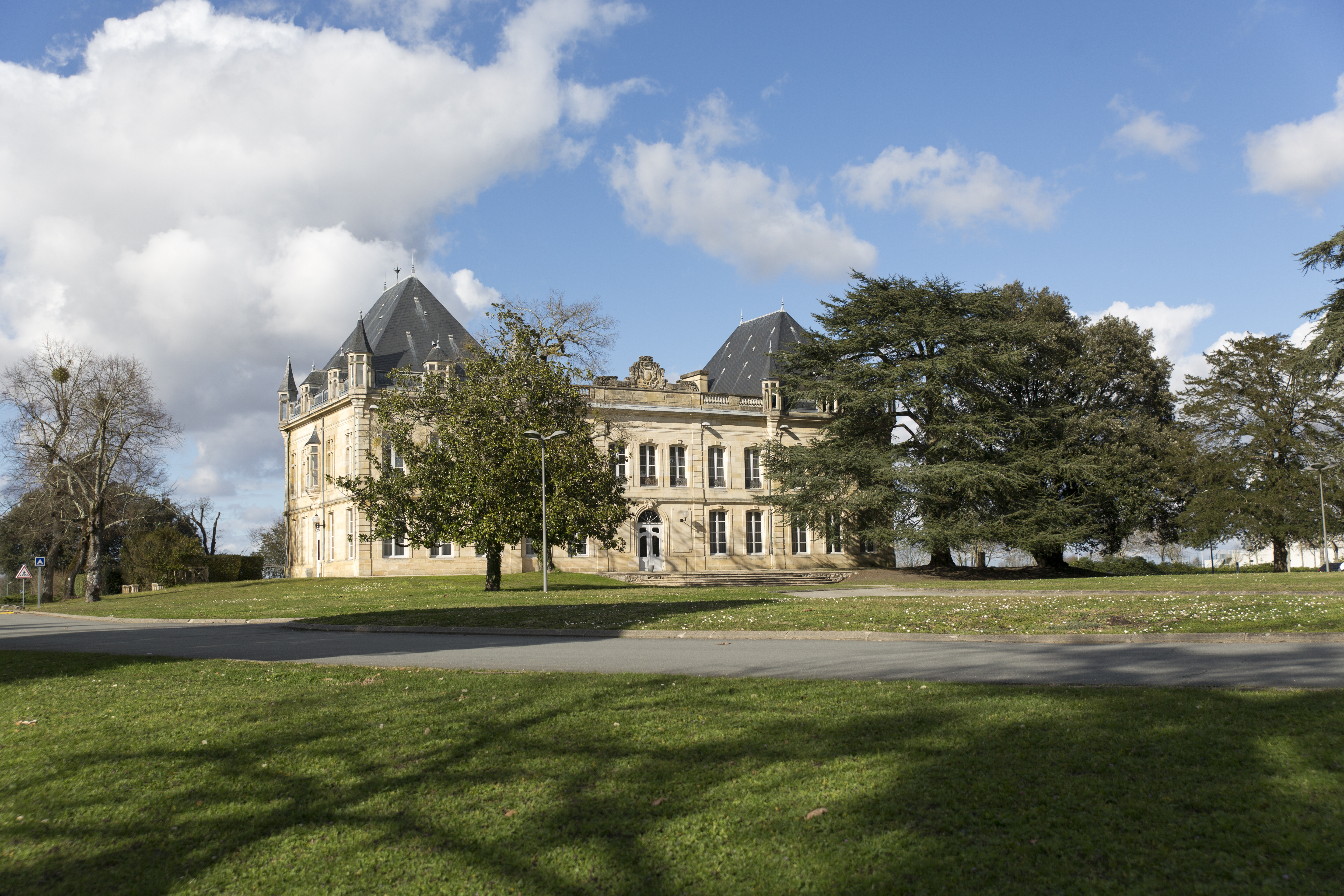
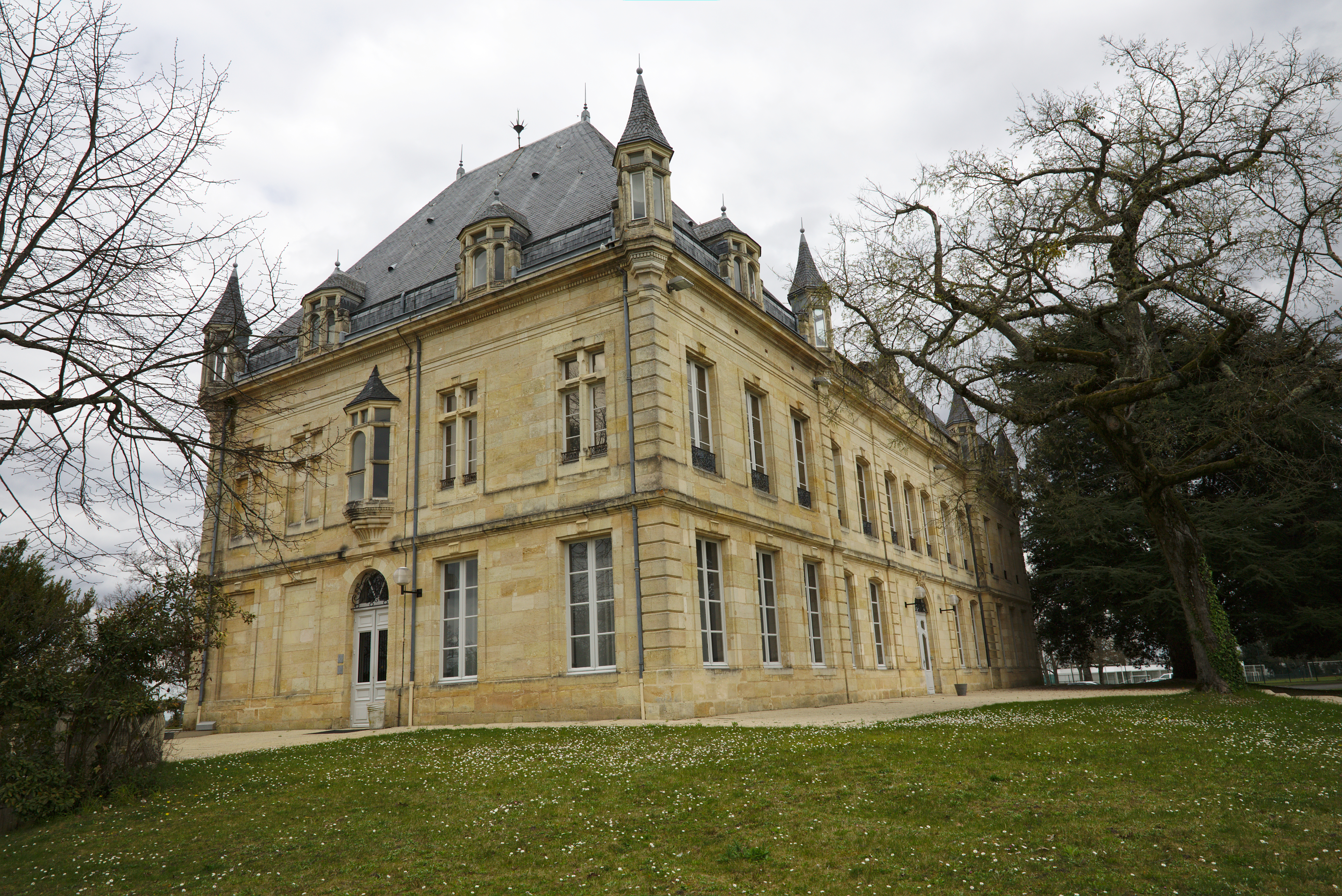
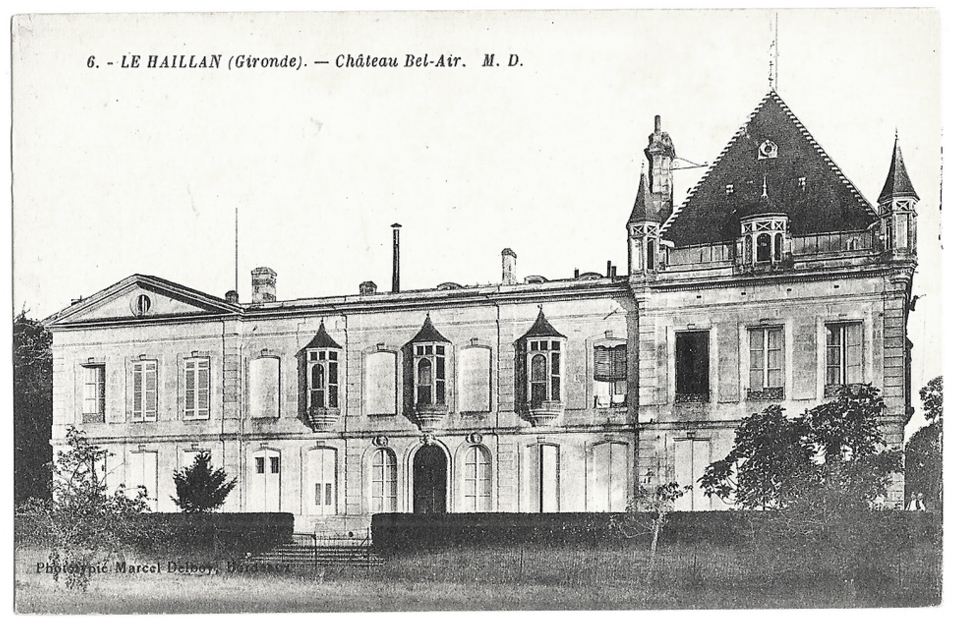